# Thomas Galdames
Thomas Ignacio Galdames Millán (Santiago, Chile, 20 de noviembre de 1998) es un futbolista profesional chileno que se desempeña como defensa, y actualmente milita en PFC Krylia Sovetov, de la Liga Premier de Rusia.
Es hijo del exfutbolista Pablo Galdames y hermano de Pablo y Benjamín Galdames.

## Trayectoria

### Unión Española
Surgido de la cantera hispana, Galdames debutó con en el primer equipo del cuadro hispano en el año 2017. Su primer gol lo marcó en la Copa Chile 2019, en el partido ante Audax Italiano.

### Godoy Cruz
En enero de 2023, luego de no renovar su contrato con Unión Española, es anunciado como nuevo jugador de Godoy Cruz de la Primera División argentina.

### Krylia Sovetov
En julio de 2024, luego de semanas de rumores, es anunciado como nuevo jugador de PFC Krylia Sovetov Samara de la Liga Nacional de Fútbol de Rusia.

## Selección nacional

### Selecciones Sub-23
El técnico de la selección chilena sub-23, Bernardo Redín, incluyó al volante en la nómina de 23 jugadores que viajaron a Colombia para disputar el Preolímpico Sub-23 de 2020, donde Thomas no vio minutos. Finalmente, Chile fue eliminado en primera fase, al ubicarse en tercer lugar de su grupo.

#### Participaciones en Preolímpicos
| Torneo                     | Sede     | Resultado    | Partidos | Goles |
| -------------------------- | -------- | ------------ | -------- | ----- |
| Preolímpico Sub-23 de 2020 | Colombia | Primera fase | 0        | 0     |

#### Copa América 2024
Fue nominado por Ricardo Gareca para disputar la Copa América 2024.

#### Participaciones en Copa América
| Torneo            | Sede           | Resultado      | Partidos | Goles | Asist. |
| ----------------- | -------------- | -------------- | -------- | ----- | ------ |
| Copa América 2024 | Estados Unidos | Fase de grupos | 1        | 0     | 0      |

## Estadísticas
| Club                       | Div.          | Temporada     | Liga  | Liga  | Copas nacionales | Copas nacionales | Torneos internacionales | Torneos internacionales | Total | Total |
| Club                       | Div.          | Temporada     | Part. | Goles | Part.            | Goles            | Part.                   | Goles                   | Part. | Goles |
| -------------------------- | ------------- | ------------- | ----- | ----- | ---------------- | ---------------- | ----------------------- | ----------------------- | ----- | ----- |
| Unión Española · Chile     | 1ª            | 2016          | —     | —     | 1                | 0                | —                       | —                       | 1     | 0     |
| Unión Española · Chile     | 1ª            | 2017          | —     | —     | —                | —                | —                       | —                       | 0     | 0     |
| Unión Española · Chile     | 1ª            | 2018          | 9     | 0     | —                | —                | —                       | —                       | 9     | 0     |
| Unión Española · Chile     | 1ª            | 2019          | 9     | 0     | 2                | 1                | 1                       | 0                       | 12    | 1     |
| Unión Española · Chile     | 1ª            | 2020          | 25    | 1     | —                | —                | —                       | —                       | 25    | 1     |
| Unión Española · Chile     | 1ª            | 2021          | 21    | 2     | 7                | 2                | 2                       | 0                       | 30    | 4     |
| Unión Española · Chile     | 1ª            | 2022          | 20    | 0     | 9                | 0                | 2                       | 0                       | 31    | 0     |
| Unión Española · Chile     | Total club    | Total club    | 84    | 3     | 19               | 3                | 5                       | 0                       | 108   | 6     |
| Godoy Cruz Argentina       | 1ª            | 2023          | 21    | 2     | 12               | 0                | —                       | —                       | 33    | 2     |
| Godoy Cruz Argentina       | 1ª            | 2024          | 3     | 0     | 12               | 0                | 2                       | 0                       | 17    | 0     |
| Godoy Cruz Argentina       | Total club    | Total club    | 24    | 2     | 24               | 0                | 2                       | 0                       | 50    | 2     |
| PFC Krylia Sovetov · Rusia | 1ª            | 2024-25       | 9     | 3     | 3                | 1                | —                       | —                       | 12    | 4     |
| PFC Krylia Sovetov · Rusia | Total club    | Total club    | 9     | 3     | 3                | 1                | 0                       | 0                       | 12    | 4     |
| Total carrera              | Total carrera | Total carrera | 117   | 8     | 46               | 4                | 7                       | 0                       | 170   | 12    |
| 1. 2. 3.                   |               |               |       |       |                  |                  |                         |                         |       |       |